# Куандинское сельское поселение
Куандинское се́льское поселе́ние — муниципальное образование в Каларском районе Забайкальского края Российской Федерации.
Административный центр — посёлок железнодорожной станции Куанда.
24 июля 2020 года упразднено в связи с преобразованием Каларского муниципального района в муниципальный округ.

## История
Статус и границы сельского поселения установлены Законом Читинской области от 19 мая 2004 года «Об установлении границ, наименований вновь образованных муниципальных образований и наделении их статусом сельского, городского поселения в Читинской области».

## Население
| 2010  | 2011  | 2012  | 2013  | 2014  | 2015  | 2016  |
| ----- | ----- | ----- | ----- | ----- | ----- | ----- |
| 1767  | ↘1758 | ↘1698 | ↘1662 | ↘1601 | ↘1581 | ↘1565 |
| 2017  | 2018  | 2019  | 2020  |       |       |       |
| ↘1543 | ↘1510 | ↘1479 | ↘1464 |       |       |       |

## Состав сельского поселения
| № | Населённый пункт | Тип населённого пункта                                  | Население |
| - | ---------------- | ------------------------------------------------------- | --------- |
| 1 | Куанда           | посёлок железнодорожной станции, административный центр | ↘1394     |
| 2 | Неляты           | село                                                    | ↘46       |